# Зангяла
Зангала (азерб. Zəngələ) — село в административно-территориальном образовании Ярдымлинского района Республики Азербайджан.

## История
По словам Мамед Гасан Велиева, в XIV веке при правлении Хулагуидов, племя зангана было переселено из Туркестана в Иран. А в средневековье они присоединились к кызылбашам. Спустя некоторое время сефевидские шахи выделили для этого племени земли в Азербайджане, в Грузии, в Армении.

## Этимология
Есть три гипотезы об этимологии слова Зангала. Одна из них связана с названием племени зангана. А согласно двум другим предположениям, название деревни связано со словами зангула (в переводе с талышского «гололедица/сосулька») и зянгяля (в переводе с талышского «рыбное ухо»).

## Экономика
Жители деревни занимаются животноводством и растениеводством.